# Geoxus valdivianus
Genre
Espèce
Statut de conservation UICN

 LC  : Préoccupation mineure
Geoxus valdivianus est une espèce de mammifères de l'ordre des rongeurs et de la famille des cricétidés, la seule du genre Geoxus.

## Répartition et habitat
On la rencontre dans le centre et le sud du Chili et dans le sud de l'Argentine. Elle vit dans les forêts tempérées valdiviennes.